# 瑟爾巴赫河 (比伯河支流)
50°9′23.26″N 9°21′41.87″E / 50.1564611°N 9.3616306°E

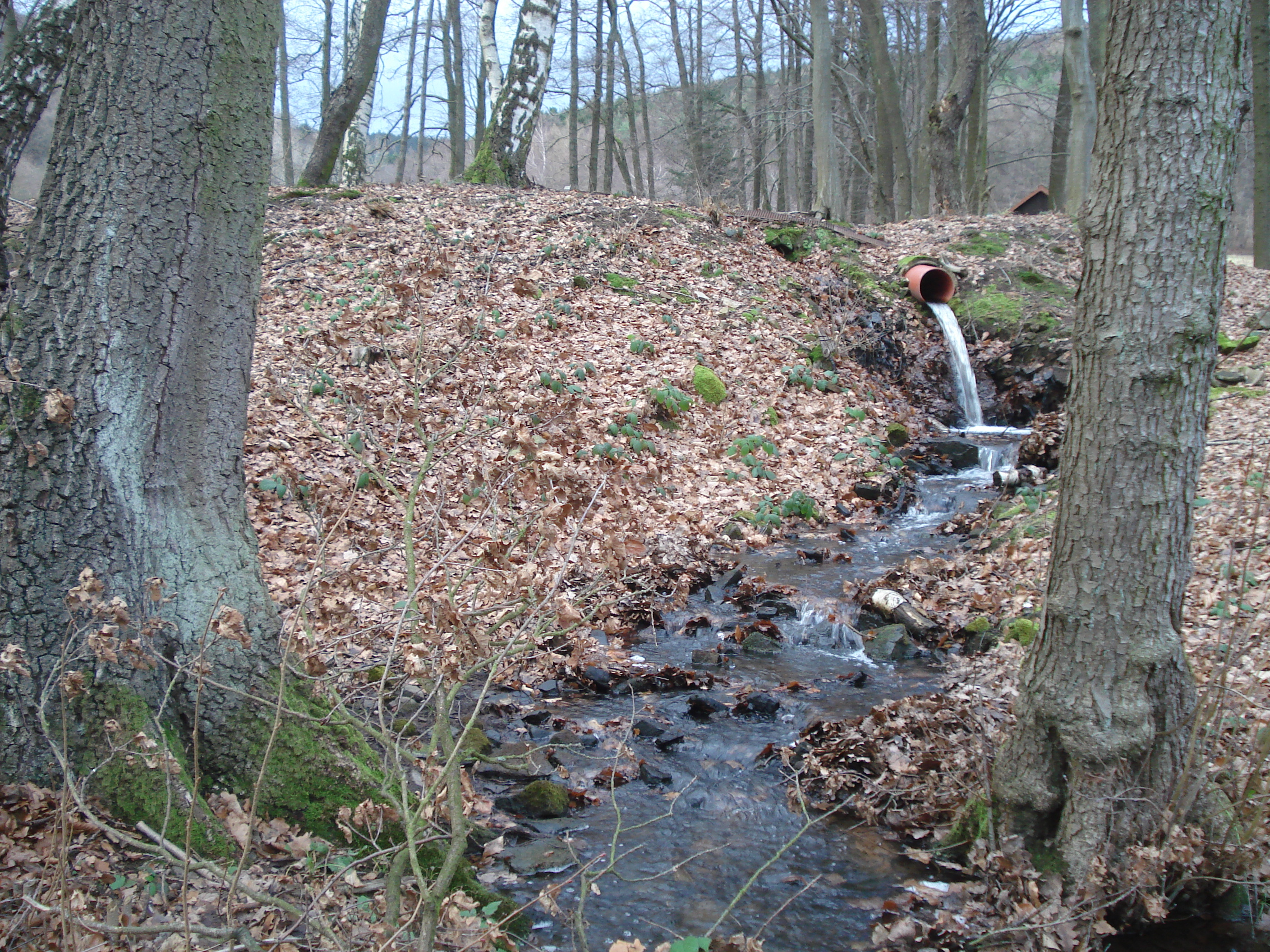
瑟爾巴赫河（比伯河支流）

瑟爾巴赫河（德語：Sellbach），是德國的河流，位於該國中部，由黑森州負責管轄，屬於比伯河的右支流，流經美因-金齊希縣，河道全長0.8公里，流域面積1.6平方公里。